# Slato polje
Slato polje je krško polje koje se nalazi u središnjoj Hercegovini.
Smješteno je na jugoistočnom obodu Nevesinjskog polja. Pravac pružanja je dinarski, sjeverozapad-jugoistok. Najniži dio polja ima nadmorsku visinu 1.020 m, a najviši dio polja je brdo Volujak s visinom od 1.078 m. Polje je dugo šest kilometara, a širina mu je promjenljiva i varira od jednog kilometra do nekoliko stotina metara. Dno mu nije potpuno ravno, već se ponegdje izdižu vapnenački brežuljci. Krški izvori se javljaju na sjevernom i istočnom obodu polja te se slijevaju ka ponorima u južnom dijelu. Vode iz Slatog polja javljaju se u izvorima Zavidolske rijeke i u izvorima u Lukavačkom polju. 